# Cristhian Esquivel
Cristhian Esquivel, ocasionalmente escrito Christian Esquivel o Cristian Esquivel, (Trujillo, Perú, 29 de noviembre de 1977) es un actor, director y productor peruano.

## Biografía
Esquivel estudió la carrera de ingeniería de sistemas en la Universidad Privada Antenor Orrego (Trujillo) por petición de sus padres. Sin embargo pronto se dio cuenta de que no era lo que quería para su vida y comenzó a actuar en su tierra natal. En el año 2000 llegó a Lima para estudiar actuación en diferentes talleres de teatro. Con el paso del tiempo fue destacando en sus papeles y conoció a Miguel Bosé durante las grabaciones de la película El Forastero.
En 2002 se trasladó a España para participar en proyectos de cine, teatro y televisión. Ya establecido participó en la serie de 13 capítulos Mujeres (2006), producida por Pedro Almodóvar, emitida por La 2 de Televisión Española. Posteriormente se integraría en los elencos de otras series para televisión como Hospital Central (2006-2007), Los misterios de Laura (2009), 11-M, para que nadie lo olvide (2011) o, especialmente, Carlos, Rey Emperador (2015).
Ha participado en producciones de Hollywood: con Steven Soderbergh para su película Che (2008), cinta en la cual interpretó al soldado boliviano Terán, o con Ron Howard en la película En el corazón del mar (2015). Ha desarrollado una amplia trayectoria en el cine español con directores como Manuel Gómez Pereira (Cosas que hacen que la vida valga la pena), Fernando Colomo (El próximo Oriente), Roberto Castón (Ander), Enrique Urbizu (No habrá paz para los malvados) o Agustín Díaz Yanes (Oro). También ha actuado en las películas peruanas Sueños de Gloria (2013), Pueblo Viejo (2015) o La Casa Rosada (2016).
Más recientemente impulsó la puesta en marcha de una productora cinematográfica, Quechua Films, dedicada a la producción y distribución de películas como la representante de Perú en los Goya y en los Oscar 2018 Wiñaypacha.

## Reconocimientos
- Carabela de Plata - Festival Internacional de Cine de Berlín (2009)[8]
- Premio CICAE (Confederación Internacional de Cines de Arte y Ensayo) por la película Ander (2009)[9]
- Nominado como mejor actor (Premios Luces del Diario El Comercio Perú) por Los otros Libertadores. (2021).[10]

## Series de televisión
- Mujeres (2006)
- Hospital Central (2006-2007)
- Los misterios de Laura (2009)
- Cuenta atrás (2008)
- 11-M, para que nadie lo olvide (2011)
- Maras (2011)
- Carlos, Rey Emperador (2015)
- Los otros libertadores (2021) como Túpac Amaru II.

## Cortometrajes
- Prométame que va a volver (2008)
- Allá por la 212 (2013)
- Supay (2018)

## Filmografía
- El Forastero (2002)
- Cosas que hacen que la vida valga la pena (2004)
- El próximo Oriente (2006)
- Che: Guerrilla (2008)
- Ander (2009)
- No habrá paz para los malvados (2011)
- Ciudadano Villanueva (2013)
- Sueños de Gloria (2013)
- El Vientre (2014)
- Los tontos y los estúpidos (2014)
- Sebastián (2014)
- Pueblo Viejo (2015)
- En el corazón del mar (2015)
- El pregón (2016)
- La casa rosada (2016)
- Oro (2017)
- Mapacho (2019)
- Llegaron de noche (2022)